# 八谷泰造
八谷 泰造（やたがい たいぞう、1906年12月14日 - 1970年3月23日）は、日本の技術者、実業家。日本触媒化学工業（現・日本触媒）第2代社長（実質の創業者）。高杉良の経済小説『炎の経営者』の主人公として実名で登場する日本の石油化学工業のパイオニア。

## 生涯

### 前半生
広島県比婆郡山内東村（現・庄原市）出身。三次中学（現三次高等学校）卒業。代用教員を経験した後、大阪高等工業学校を経て一旦就職し、働きながら苦学して1932年、大阪帝国大学工学部応用化学科を卒業。由良染料を経て。1935年にヲサメ硫酸工業事務所へ入社。研究責任者としてバナジウム触媒の開発を行う。
1941年にヲサメ硫酸工業事務所から、大阪桃谷（現在の大阪市生野区桃谷）の長屋の２階にヲサメ合成化學工業株式會社が設立。八谷は研究開発チームを率いて塩化ビニールの可塑剤になる無水フタール酸の工業化に成功、国産化の先鞭をつけた。吹田市に本社工場を移してからは軍需工場に指定され業績を伸ばしたが工場爆破事故なども起こした。終戦の年1945年には39歳で召集され、三ヶ月間自分の子供のような古参の少年兵から毎日顔面が変形するほど殴られた。
戦後はGHQに関係化学物質の製造を禁止され工場内に甘薯畑を作って芋飴などを売り会社を守った。1947年に操業再開。1948年「バナジウム触媒の工業的確立」の学位論文で工学博士号を受ける。

### 日本触媒化学工業社長として
1949年4月、八谷は2代目社長に就任し、同時に社名を日本触媒化学工業に名を改めるが、研究室ほかの増設による投資で資金繰りが厳しくなり万策尽きてしまう。
そこで、かつて八谷の会社に勤め八谷家に居候していた、将棋棋士の升田幸三に知恵を付けられ、同郷の実業家である永野重雄への出資依頼の直談判を決意した。永野は中央財界に確固たる地位を築きつつあった富士製鐵（現・新日本製鐵）の社長であった。1950年11月永野が広畑製鐵所に視察に行く情報を得た八谷は、山陽本線下り夜行急行「筑紫」に乗り込み、直談判を実行した。一介の町工場経営者にすぎない八谷であったが、一度も面識のない財界の巨頭・永野を相手に「重化学工業の発展こそが日本経済復興の推進力になる」と逃げられない汽車の中で持論を展開し、ついに1000万円の出資を承諾させた。
その後エリート中のエリートというべき、旧南満州鉄道の技術者を強引に入社させるなどで技術・研究部門は著しく向上。無水マレイン酸、アンスラキノン、ポリエステル樹脂などの製造プロセスを次々に開発し急成長を遂げた。朝鮮戦争による特需景気、その後の急激な景気の冷え込みなどで何度かの経営危機があったが、幾度となく永野らに助けられたり持ち前のバイタリティでそれを乗り越えた。八谷が予感した通り1950年代半ばから石油化学工業が勃興期を迎えた。旧財閥系の三井・三菱・住友はグループの総力を結集して石油化学計画を推進、各地でコンビナートの建設に着手した。
当時、石油化学工業は時代の最先端をゆくテクノロジーで、国産技術など論外、高い技術料を払ってでも外国から技術を導入するのが常識だった。しかし八谷は国産開発にこだわり合成繊維の原料となるエチレンオキシドを国産で初めて成功させ1959年、非財閥系として参入した日本石油化学グループの川崎市コンビナート事業に国産技術による参加を標榜、大勝負に打って出る。この事業に参加出来なければ財閥大手系の同業化学会社に大きく遅れをとる事となる。関東では会社の知名度はゼロで関係会社・関係自治体の説得に労を要したが、この時も川崎市長などに得意の直談判を繰り出し大規模払い下げ用地の確保に成功した。また1951年設立された日本開発銀行（現・日本政策投資銀行）からも巨額融資の引き出しに成功、自社の資本金の二倍にもなる大工場を川崎市に建設。1960年開設した姫路工場などと合わせ会社は企業規模を飛躍的に向上させた。
その後、各地の化学工業を傘下に収め他部門にも進出。また開発した特許技術が国内やソ連など世界の化学メーカーに売れ会社の経営に大きく寄与した。「ナフタリン、ベンゼン、アントラセンの気相酸化技術の確立と工業化」で1958年度化学技術賞受賞。化学工業協会会長、関西経済連合会常任理事などの要職も務めたが、1966年頃から糖尿病を病み、海外出張などの激務からか、1970年に社長室で倒れ帰らぬ人となった。享年63。